# Грановська Галина Іллівна
Гали́на Іллі́вна Грано́вська (нар. 11 жовтня 1951, Челябінськ) — українська перекладачка, поетеса, казкарка.

## Із життєпису
Народилася 11 жовтня 1951 року в Челябінську, РРФСР.
Закінчила факультет романо-германської філології Сімферопольського державного університету. Працює перекладачем при нотаріальних конторах.
Пише російською мовою.
Автор казки «Разноцветное солнышко», віршів англійською мовою для молодших школярів «What's this?», збірки оповідань «Виза невесты», навчальних посібників з англійської мови, численних перекладів з англійської на російську мову.